# الرواشد 2 (الغوالم)
الرواشد 2 هي إحدى مشيخات المملكة المغربية، تتبع جغرافيا لإقليم الخميسات وإداريًا لالغوالم. يقدر عدد سكانها بـ 2304 نسمة حسب الإحصاء الرسمي للسكان والسكنى لسنة 2004.